# فيربورت
فيربوينت (بالإنجليزية: Fairport)‏ هي قرية تقع في بلدة بيرنتون التي هي جزء من مقاطعة مونرو، نيويورك. فيربورت هي ضاحية تبعد 9 أميال (14 كم) شرق روتشستر. وهي معروفة أيضا باسم «جوهرة التاج لقناة أيري». وفي عام 2005 اختارتها مجلة ماني ماغازين كواحدة من في «أفضل الأماكن للعيش». بلغ مجموع سكان فيربورت 5,353 حسب تعداد عام 2010 .

## التركيبة السكانية
حدّد مكتب تعداد الولايات المتحدة بيانات التركيبة السكانية لفيربورت في تعداد الولايات المتحدة. في ما يلي، التركيبة السكانية حسب تعدادي 2000 و2010.

### تعداد عام 2000
بلغ عدد سكان فيربورت 5,740 نسمة بحسب تعداد عام 2000، وبلغ عدد الأسر 2,369 أسرة وعدد العائلات 1,595 عائلة مقيمة في القرية. في حين سجلت الكثافة السكانية 64.2 نسمة لكل كيلومتر مربع (166.3/ميل2). وبلغ عدد الوحدات السكنية 2,431 وحدة بمتوسط كثافة قدره 27.2 لكل كيلومتر مربع (70.4/ميل2).
وتوزع التركيب العرقي للقرية بنسبة 96.99% من البيض و0.73% من الأمريكيين الأفارقة و0.12% من الأمريكيين الأصليين و1.03% من الأمريكيين ذوي الأصول الآسيوية و0.21% من الأعراق الأخرى و0.92% من عرقين مختلطين أو أكثر و1.38% من الهسبانيون أو اللاتينيون من أي عرق.
بلغ عدد الأسر 2,369 أسرة كانت نسبة 34.5% منها لديها أطفال تحت سن الثامنة عشر تعيش معهم، وبلغت نسبة الأزواج القاطنين مع بعضهم البعض 53.4% من أصل المجموع الكلي للأسر، ونسبة 10.7% من الأسر كان لديها معيلات من الإناث دون وجود شريك، بينما كانت نسبة 3.2% من الأسر لديها معيلون من الذكور دون وجود شريكة وكانت نسبة 32.7% من غير العائلات. تألفت نسبة 27% من أصل جميع الأسر من عدة أفراد يعيشون في نفس المنزل ونسبة 7.9% كانت تتألف من شخص يعيش بمفرده يبلغ من العمر 65 عاماً أو أكثر. وبلغ متوسط حجم الأسرة المعيشية 2.42، أما متوسط حجم العائلات فبلغ 2.96.
بلغ العمر الوسطي للسكان 37.5 عاماً. وكانت نسبة 25.2% من القاطنين تحت سن الثامنة عشر، وكانت نسبة 6.1% بين الثامنة عشر والرابعة والعشرين عاماً، ونسبة 31.6% كانت واقعةً في الفئة العمرية ما بين الخامسة والعشرين والرابعة والأربعين عاماً، ونسبة 25% كانت ما بين الخامسة والأربعين والرابعة والستين، ونسبة 11.8% كانت ضمن فئة الخامسة والستين عاماً فما فوق. يوجد لكل 100 أنثى 92.2 ذكر، ويوجد لكل 100 أنثى في الثامنة عشر من عمرها فما فوق 90.8 ذكر.
بلغ متوسط دخل الأسرة في القرية 37,543 دولارًا، أما متوسط دخل العائلة فبلغ 41,250 دولارًا. وكان متوسط دخل الذكور 39,091 دولارًا مقابل 27,250 دولارًا للإناث. وسجل دخل الفرد الخاص بالقرية 25,113 دولارًا. وكانت نسبة 8.9% من العائلات ونسبة 9.1% من السكان تحت خط الفقر، وكان من هؤلاء نسبة 13.4% تحت سن الثامنة عشر ونسبة 3.3% في الخامسة والستين من العمر وما فوق.

### تعداد عام 2010
بلغ عدد سكان فيربورت 5,353 نسمة بحسب تعداد عام 2010، وبلغ عدد الأسر 2,369 أسرة وعدد العائلات 1,464 عائلة مقيمة في القرية. في حين سجلت الكثافة السكانية 59.8 نسمة لكل كيلومتر مربع (154.9/ميل2). وبلغ عدد الوحدات السكنية 2,467 وحدة بمتوسط كثافة قدره 27.6 لكل كيلومتر مربع (71.5/ميل2).
وتوزع التركيب العرقي للقرية بنسبة 95.25% من البيض و1.44% من الأمريكيين الأفارقة و0.32% من الأمريكيين الأصليين و1.16% من الأمريكيين ذوي الأصول الآسيوية و0.09% من سكان جزر المحيط الهادئ و0.28% من الأعراق الأخرى و1.46% من عرقين مختلطين أو أكثر و2.11% من الهسبانيون أو اللاتينيون من أي عرق.
بلغ عدد الأسر 2,369 أسرة كانت نسبة 28.5% منها لديها أطفال تحت سن الثامنة عشر تعيش معهم، وبلغت نسبة الأزواج القاطنين مع بعضهم البعض 47.7% من أصل المجموع الكلي للأسر، ونسبة 10.8% من الأسر كان لديها معيلات من الإناث دون وجود شريك، بينما كانت نسبة 3.2% من الأسر لديها معيلون من الذكور دون وجود شريكة وكانت نسبة 38.2% من غير العائلات. تألفت نسبة 32% من أصل جميع الأسر من عدة أفراد يعيشون في نفس المنزل ونسبة 9.8% كانت تتألف من شخص يعيش بمفرده يبلغ من العمر 65 عاماً أو أكثر. وبلغ متوسط حجم الأسرة المعيشية 2.25، أما متوسط حجم العائلات فبلغ 2.87.
بلغ العمر الوسطي للسكان 43.0 عاماً. وكانت نسبة 22.2% من القاطنين تحت سن الثامنة عشر، وكانت نسبة 5.9% بين الثامنة عشر والرابعة والعشرين عاماً، ونسبة 24.9% كانت واقعةً في الفئة العمرية ما بين الخامسة والعشرين والرابعة والأربعين عاماً، ونسبة 31.9% كانت ما بين الخامسة والأربعين والرابعة والستين، ونسبة 15.2% كانت ضمن فئة الخامسة والستين عاماً فما فوق. وتوزع التركيب الجنسي للسكان بنسبة 48.2% ذكور و51.8% إناث.

## أعلام
- أرلين ستيفنز
- فيليب سيمور هوفمان
- جوليا نونيز
- فرانك بوتشر